# Smučarski skoki na Zimskih olimpijskih igrah 1972
Smučarski skoki na Zimskih olimpijskih igrah 1972. Olimpijska prvaka sta postala Jukio Kasaja, na manjši skakalnici, in Wojciech Fortuna, na večji.

## Rezultati

### Manjša skakalnica K90
| Poz | Skakalec                      | Točke |
| --- | ----------------------------- | ----- |
| 1   | Jukio Kasaja                  | 244,2 |
| 2   | Akicugu Kono                  | 234,8 |
| 3   | Seidži Aoči                   | 229,5 |
| 4   | Ingolf Mork                   | 225,5 |
| 5   | Jiří Raška                    | 224,8 |
| 6   | Wojciech Fortuna              | 222,0 |
| 7   | Karel Kodejška Garij Napalkov | 220,2 |

### Večja skakalnica K120
| Poz | Skakalec         | Točke |
| --- | ---------------- | ----- |
| 1   | Wojciech Fortuna | 219,9 |
| 2   | Walter Steiner   | 219,8 |
| 3   | Rainer Schmidt   | 219,3 |
| 4   | Tauno Käyhkö     | 219,2 |
| 5   | Manfred Wolf     | 215,1 |
| 6   | Garij Napalkov   | 210,1 |
| 7   | Jukio Kasaja     | 209,4 |
| 8   | Danilo Pudgar    | 206,0 |